# Frank-Michael Wahl
Frank-Michael Wahl (n. 24 august 1956, Rostock, RDG) este un handbalist ce a reprezentat Germania, medaliat olimpic. A participat la 3 ediții ale Jocurilor Olimpice (1980, 1988, 1992) în care a câștigat o medalie de aur.